# كشف مناعي إشعاعي
الكشف المناعي الإشعاعي أو الكشف المناعي الشعاعي (بالإنجليزية: Radioimmunodetection)‏ هي تقنية تصوير، تستعمل أجسامًا مُضادة موسومة شُعاعيًا.
أي تستبدل في اجسام مضادة معينة بعض الذرات بذرات لنظير مشع بحيث يمكن رؤيته بجهاز التصوير.